# Nouvelle Vague (filme de 2025)
Nouvelle Vague é um filme francês de 2025 dirigido por Richard Linklater. Estrelado por Guillaume Marbeck como Jean-Luc Godard e Zoey Deutch como Jean Seberg, o filme acompanha as filmagens de Acossado, o primeiro longa-metragem da era Nouvelle Vague do cinema francês, em 1959.

## Elenco
- Guillaume Marbeck como Jean-Luc Godard[1]
- Zoey Deutch como Jean Seberg[2]
- Aubry Dullin como Jean-Paul Belmondo[3]
- Bruno Dreyfürst como Georges de Beauregard (produtor)
- Benjamin Clery como Pierre Rissient
- Matthieu Penchinat como Raoul Coutard
- Pauline Belle como Suzon Faye
- Blaise Pettebone como Marc Pierret
- Benoît Bouthors como Claude Beausoleil
- Paolo Luka Noé como François Moreuil, marido de Seberg[4]
- Adrien Rouyard como François Truffaut
- Jade Phan-Gia como maquiadora de Seberg[1]
- Jodie Ruth-Forest como Suzanne Schiffman[5]
- Antoine Besson como Claude Chabrol
- Roxane Rivière como Agnès Varda
- Jean-Jacques Le Vessier como Jean Cocteau
- Côme Thieulin como Éric Rohmer
- Laurent Mothe como Roberto Rossellini
- Jonas Marmy como Jacques Rivette
- Niko Ravel como Michel Fabre

## Produção
Linklater revelou seus planos de gravar um filme na França sobre o movimento Nouvelle Vague francês em outubro de 2023. O filme é o primeiro projeto de Linklater gravado inteiramente em francês. Foi filmado em preto e branco e na proporção de tela 4:3. As filmagens começaram em Paris em 4 de março de 2024 e terminaram em abril do mesmo ano. O filme recebeu um adiantamento sobre receitas do Centre national du cinéma et de l'image animée (CNC) da França.

## Lançamento

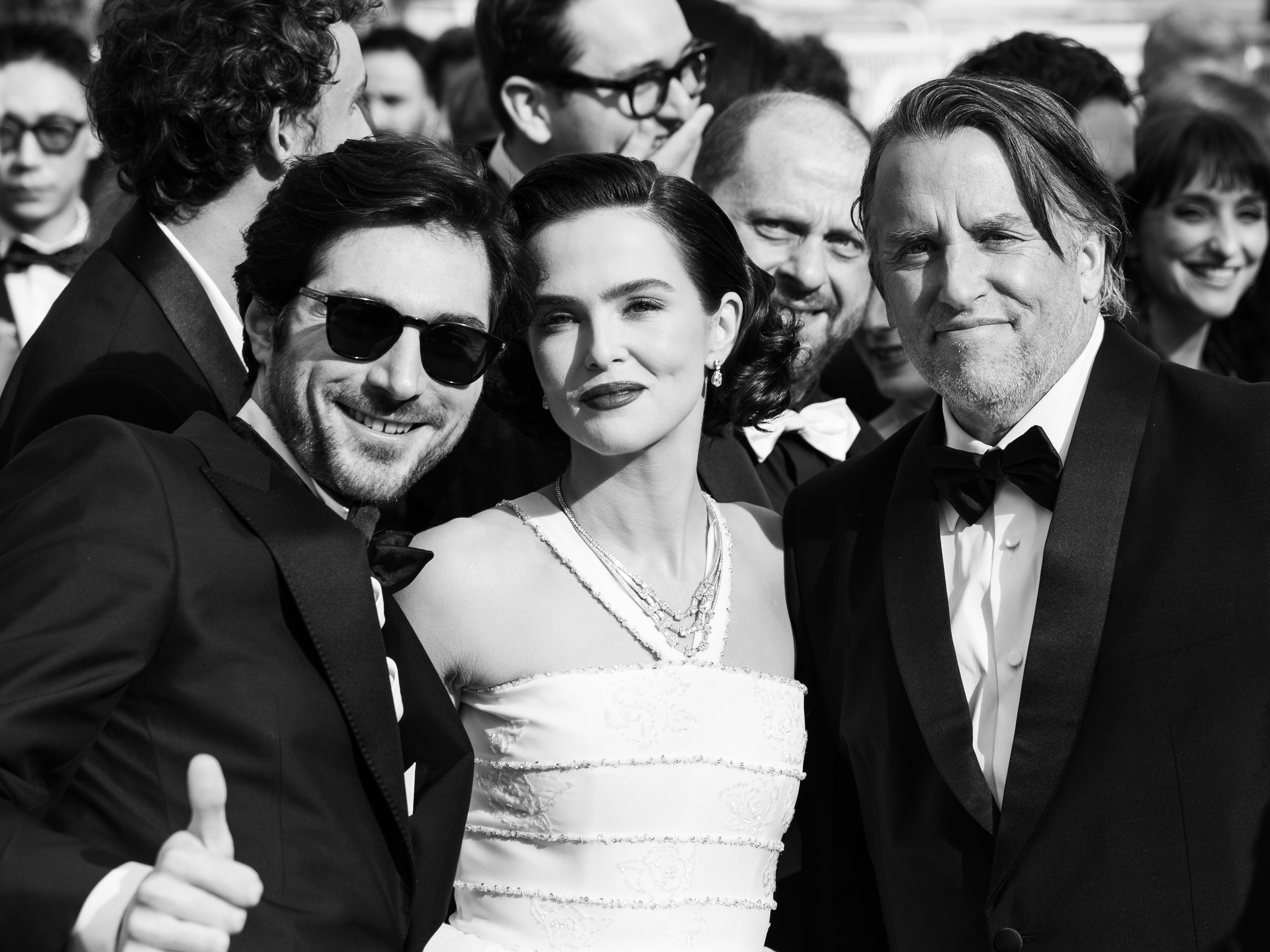
O diretor Richard Linklater e o elenco do filme no Festival de Cannes 2025

Em abril de 2025, Nouvelle Vague foi selecionado para competir pela Palma de Ouro no Festival de Cinema de Cannes, onde teve sua estreia mundial em 17 de maio de 2025.

## Recepção
Lee Marshall, do ScreenDaily, descreveu o filme como "uma homenagem nostálgica a um tempo e lugar de extraordinária efervescência criativa".

### Prêmios e indicações
| Ano  | Cerimonia          | Categoria     | Receptor          | Resuldado | Ref.   |
| ---- | ------------------ | ------------- | ----------------- | --------- | ------ |
| 2025 | Festival de Cannes | Palma de Ouro | Richard Linklater | Indicado  | [ 14 ] |